# Spytkirtel
En spytkirtel er en exokrin kirtel, der findes i mundhulen hos pattedyr. Kirtlen producerer et sekret, kaldet spyt, der fugter slimhinderne i munden, hæmmer bakterievækst, ligesom den blødgør føden og tilfører den et stivelsesnedbrydende enzym. Spytkirtlerne producerer ca. 1-2 liter spyt i døgnet.
Mennesker har talrige små spytkirtler overalt på tungen, i kinderne, løberne og i ganen. Desuden findes tre par større kirtler: 
- Ørespytkirtlen (glandula parotidea eller glandula parotis)
- Underkæbespytkirtlen (glandula submandibularis)
- Undertungespytkirtlen (glandula sublingualis)

Sammensætningen af spyttet, der produceres i de forskellige kirtler, varierer fra serøst til muskøst. Spyttet indeholder det basiske enyzm amylase, der spalter stivelse (polysacharider) til disacherider.